# Коптевка (станция, Ульяновская область)
Коптевка — станция в Новоспасском районе Ульяновской области. Входит в состав Коптевское сельское поселение.

## География
Находится у железнодорожной линии Пенза-Сызрань на расстоянии примерно 6 километров по прямой на восток-северо-восток от районного центра поселка Новоспасское.

## Население
Население составляло 56 человек (русские 93%) в 2002 году, 44 по переписи 2010 года.